# Esteban Morgado
Esteban Morgado (Buenos Aires, Argentina, 8 de abril de 1958)  es guitarrista, compositor y arreglador de música popular argentino.

## Biografía
Nació en 1958 en la ciudad de Buenos Aires, en el barrio de Villa Luro. Sus padres fueron Nélida Mayolas y Rubén Morgado. Tiene un hermano menor, llamado Claudio, un reconocido actor y político. Trabajó con diversidad de músicos, cantantes y actores del ámbito local e internacional, entre los que destacan Alfredo Zitarrosa, Isabel Parra, Ranko Fujisawa, Roberto Goyeneche, León Gieco, Susana Rinaldi, Litto Nebbia, Raúl Lavié, Adriana Varela, Ernesto Acher y Dina Rot.
En el año 1999 crea el Esteban Morgado Cuarteto, dotado de un sonido particular y renovador dentro del tango. La formación, está integrada por bandoneón, violín, contrabajo y guitarra, permite el diálogo creativo, contrapunto a la manera de un cuarteto de cuerdas, sin perder la raíz tanguera.
Con el Cuarteto realizan numerosas giras por el mundo, siendo aclamados por la crítica y el público. El último tour, en noviembre de 2009, incluyó siete ciudades de Italia, Londres, Múnich, Atenas, Luxemburgo y Madrid; realizando así, un total de trece conciertos en veintiún días.
Fue ganador del Premio Gardel en tres oportunidades en la categoría Mejor Artista de Tango por el disco Cuesta arriba en 2003, por el disco En vivo en 36 billares en 2005 y en la categoría Mejor Orquesta de Tango por el disco Milongueros en 2008.

## Discografía
- Endemoniado (1999)
- Cuesta arriba (2002)
- 36 billares (2004)
- Es lo que hay (2007)
- Milongueros (2007)
- Vamos que venimos (2008)
- En sueño porteño (2010)
- Entre nosotros (2012)
- Llega la mañana (2014)

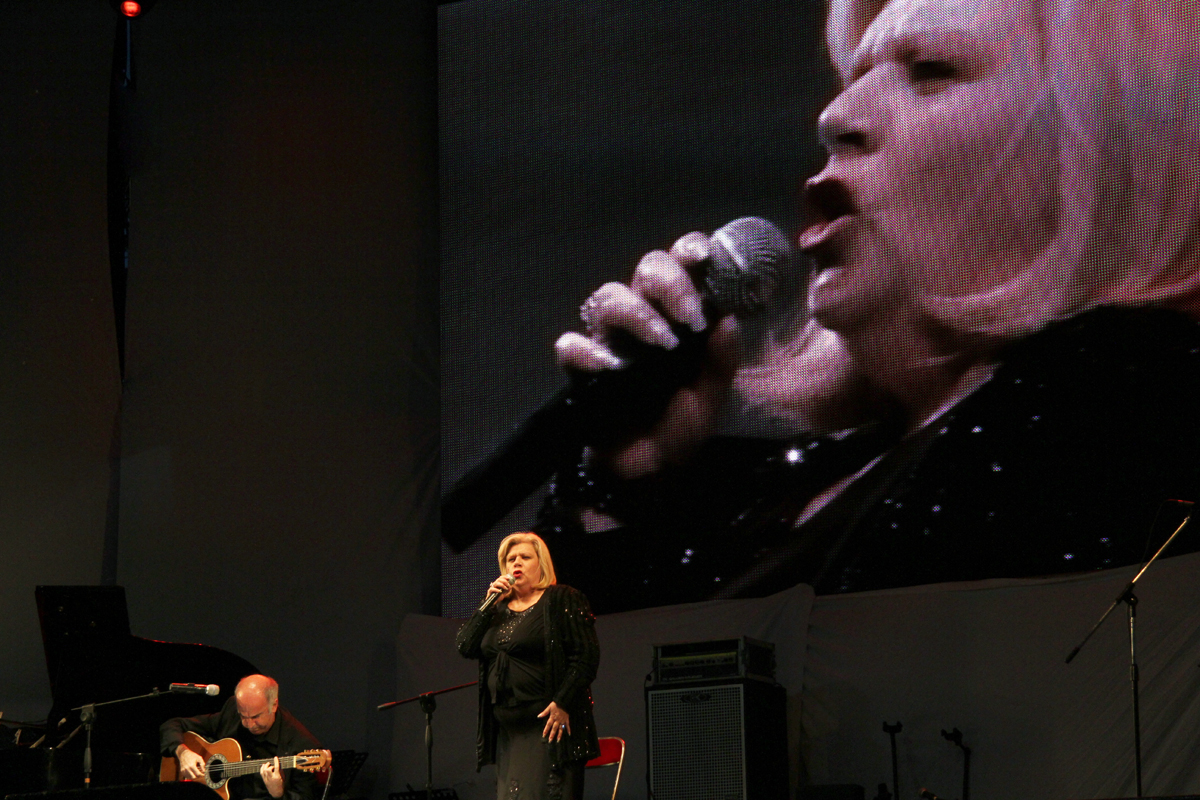
Esteban tocando junto a la cantante María Graña.

- “Inconsciente Colectivo” (2022) del disco Charly's Angels [Tributo a Charly García] junto con Delfina Dotti.[2][3]